# فراری ۱۶۶ ام‌ام برلینتا له منز

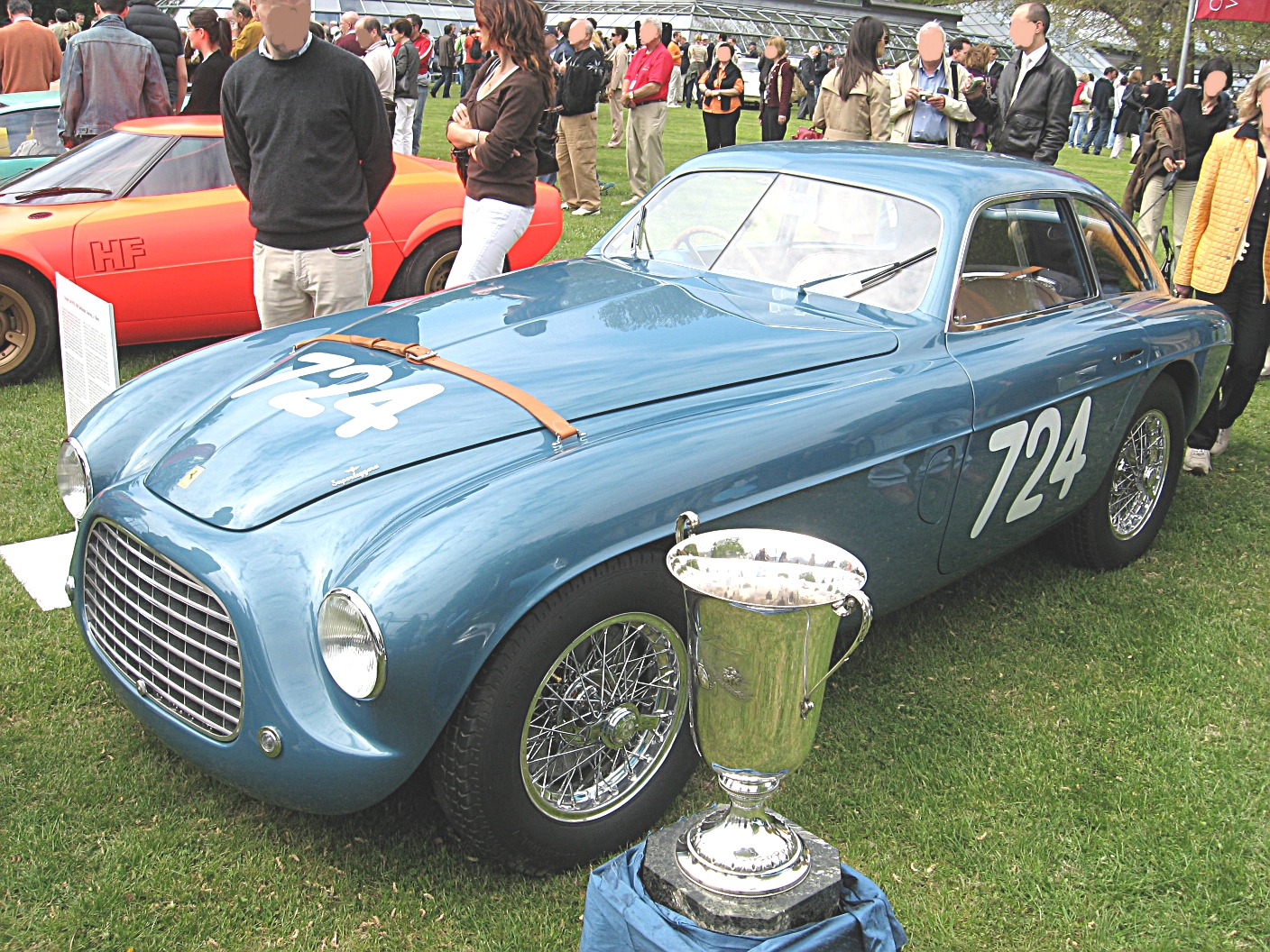
فراری ۱۶۶ ام‌ام برلینتا تورینگ

فراری ۱۶۶ ام‌ام برلینتا له منز (انگلیسی: Ferrari 166 MM Berlinetta Le Mans) یک مدل خودرو است که توسط شرکت فراری در سال ۱۹۵۰ و به تعداد فقط ۶ دستگاه تولید شده‌است. این خودرو مانند نیاکانش صرفاً برای شرکت در مسابقات اتومبیل رانی تولید شده‌است. این خودرو با طراحی برلینتا کمی سنگین‌وزن تر از نسخه‌های قبل بود ولی در مسابقات لمانز نتایج بهتری گرفت.